# پارک اوگونوهارا
پارک اوگونوهارا (به ژاپنی: 尾久の原公園) یکی از پارک‌های  توکیو پایتخت ژاپن است.

## رسیدن به پارک
- خط آراکاوا،  ایستگاه کومانومائه  از ایستگاه تا پارک ۱۰ دقیقه پیاده فاصله است.[۱]